# Sohgenia palauensis
Sohgenia palauensis is een slakkensoort uit de familie van de Hermaeidae. De wetenschappelijke naam van de soort is voor het eerst geldig gepubliceerd in 1991 door Hamatani.